# Angela Kulikov
Angela Kulikov (* 31. März 1998 in Los Angeles, Kalifornien) ist eine US-amerikanische Tennisspielerin.

## Karriere
Angela Kulikov spielt derzeit hauptsächlich Turniere auf der ITF Women’s World Tennis Tour, bei denen sie bislang zehn Doppeltitel gewinnen konnte. Weiters gewann Kulikov 2022 ihren ersten WTA-Titel im Doppel in Hamburg gemeinsam mit Sophie Chang.

## Turniersiege

### Doppel
| Nr. | Datum           | Turnier         | Kategorie | Belag             | Partnerin     | Finalgegnerinnen                        | Ergebnis           |
| --- | --------------- | --------------- | --------- | ----------------- | ------------- | --------------------------------------- | ------------------ |
| 1.  | 17. August 2019 | Concord         | ITF W60   | Hartplatz         | Rianna Valdes | Elizabeth Halbauer Ingrid Neel          | 7:63, 4:6, [17:15] |
| 2.  | 3. Oktober 2021 | Berkeley        | ITF W60   | Hartplatz         | Sophie Chang  | Liang En-shuo Lu Jiajing                | 6:4, 6:3           |
| 3.  | 5. Februar 2022 | Rome            | ITF W60   | Hartplatz (Halle) | Sophie Chang  | Emina Bektas Tara Moore                 | 6:3, 62:7, [10:7]  |
| 4.  | 17. April 2022  | Palm Harbor     | ITF W100  | Sand              | Sophie Chang  | Irina Bara Lucrezia Stefanini           | 6:4, 3:6, [10:8]   |
| 5.  | 23. April 2022  | Charlottesville | ITF W60   | Sand              | Sophie Chang  | Valentini Grammatikopoulou Alycia Parks | 2:6, 6:3, [10:4]   |
| 6.  | 28. Mai 2022    | Orlando         | ITF W60   | Hartplatz         | Sophie Chang  | Hanna Chang Elizabeth Mandlik           | 6:3, 2:6, [10:6]   |
| 7.  | 23. Juli 2022   | Hamburg         | WTA 250   | Sand              | Sophie Chang  | Miyu Katō Aldila Sutjiadi               | 6:3, 4:6, [10:6]   |
| 8.  | 22. April 2023  | Charleston      | ITF W100  | Sand              | Sophie Chang  | Ashlyn Krueger Robin Montgomery         | 6:3, 6:4           |
| 9.  | 6. Januar 2024  | Arcadia         | ITF W35   | Hartplatz         | Ashley Lahey  | Haley Giavara Brandy Walker             | 6:3, 6:2           |
| 10. | 3. Februar 2024 | Rome            | ITF W75   | Hartplatz (Halle) | Jamie Loeb    | Hailey Baptiste Whitney Osuigwe         | kampflos           |
| 11. | 1. Februar 2025 | Rome            | ITF W75   | Hartplatz (Halle) | Sophie Chang  | Whitney Osuigwe Eva Vedder              | 7:63, 6:4          |